# Kleinbloemig kaasjeskruid
Kleinbloemig kaasjeskruid (Malva parviflora) is een eenjarig of meerjarig kruid dat inheems is in Noord-Afrika, Zuid-Europa en delen van Azië. In Nederland wordt de soort beschouwd als een zeldzame ingeburgerde exoot afkomstig uit het Middellandse Zeegebied. De eerste melding van de soort dateert van 1872. In Vlaanderen is de soort afwezig. Ze groeit op ruderaal terrein en akkerranden met een zonnige, vochthoudende en matig voedselrijke bodem.
De Nederlandse naam kaasjeskruid heeft te maken met de vruchten, die wel op een kaasje lijken. Malva komt van het Griekse malacos (zacht), omdat de Malva's een verzachtend slijm bevatten. Parviflora betekent met kleine bloemen.
De soort heeft een liggende of rechtopstaande groeiwijze en kan tot 50 cm hoog worden. De brede bladeren hebben 5 tot 7 lobben en zijn 8 tot 10 cm in diameter. De bloemen zijn klein wit of roze met 4 tot 6 mm lange bloembladen. De bloemen verschijnen in juni-september.
De plant is eetbaar. De jonge bladeren worden vooral in Palestina, Jordanië, en omstreken, waar de plant bekend staat als khobbeizeh (خبيزه), culinair gewaardeerd.

## Afbeeldingen

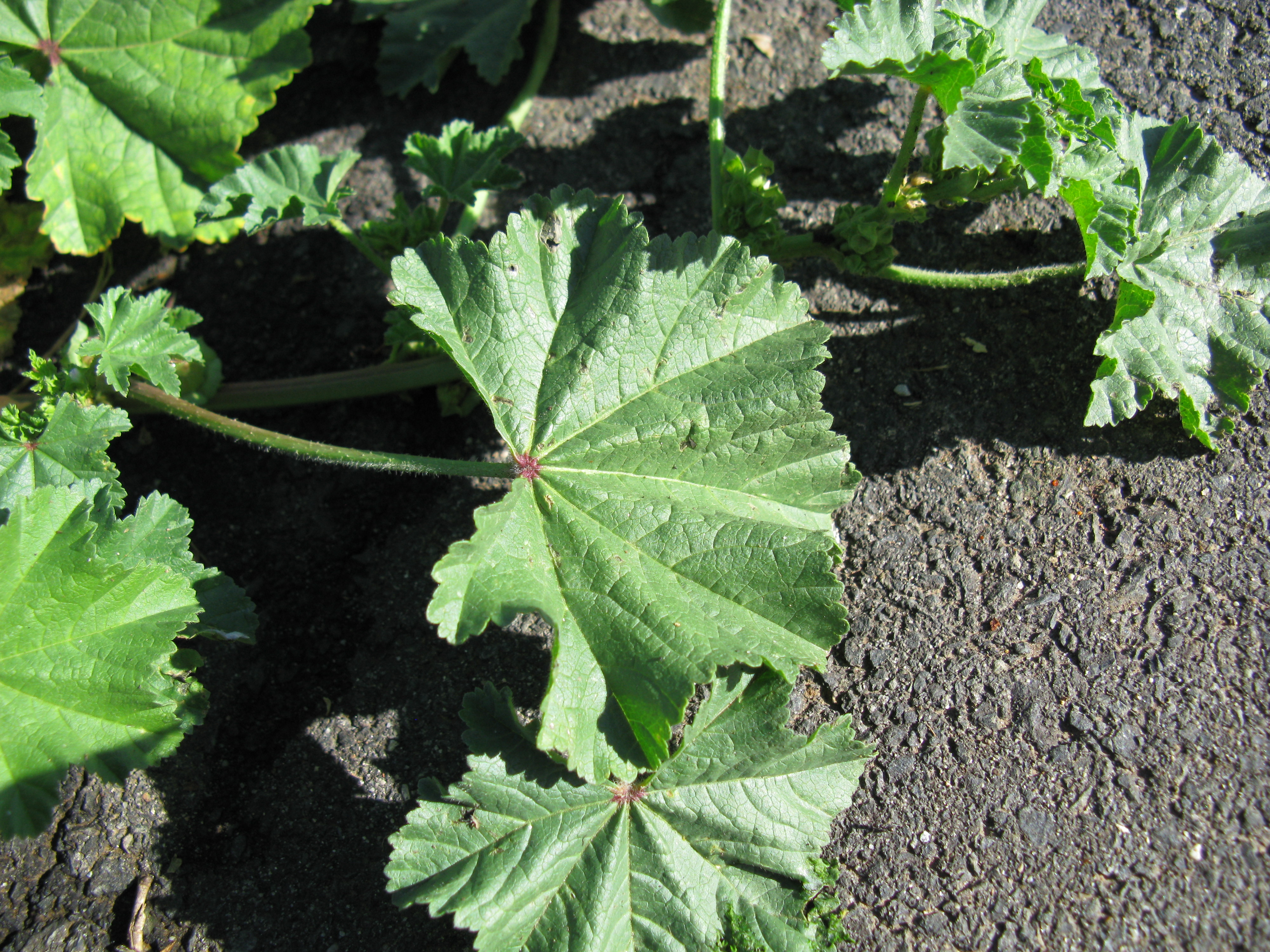
Malva parviflora (blad)
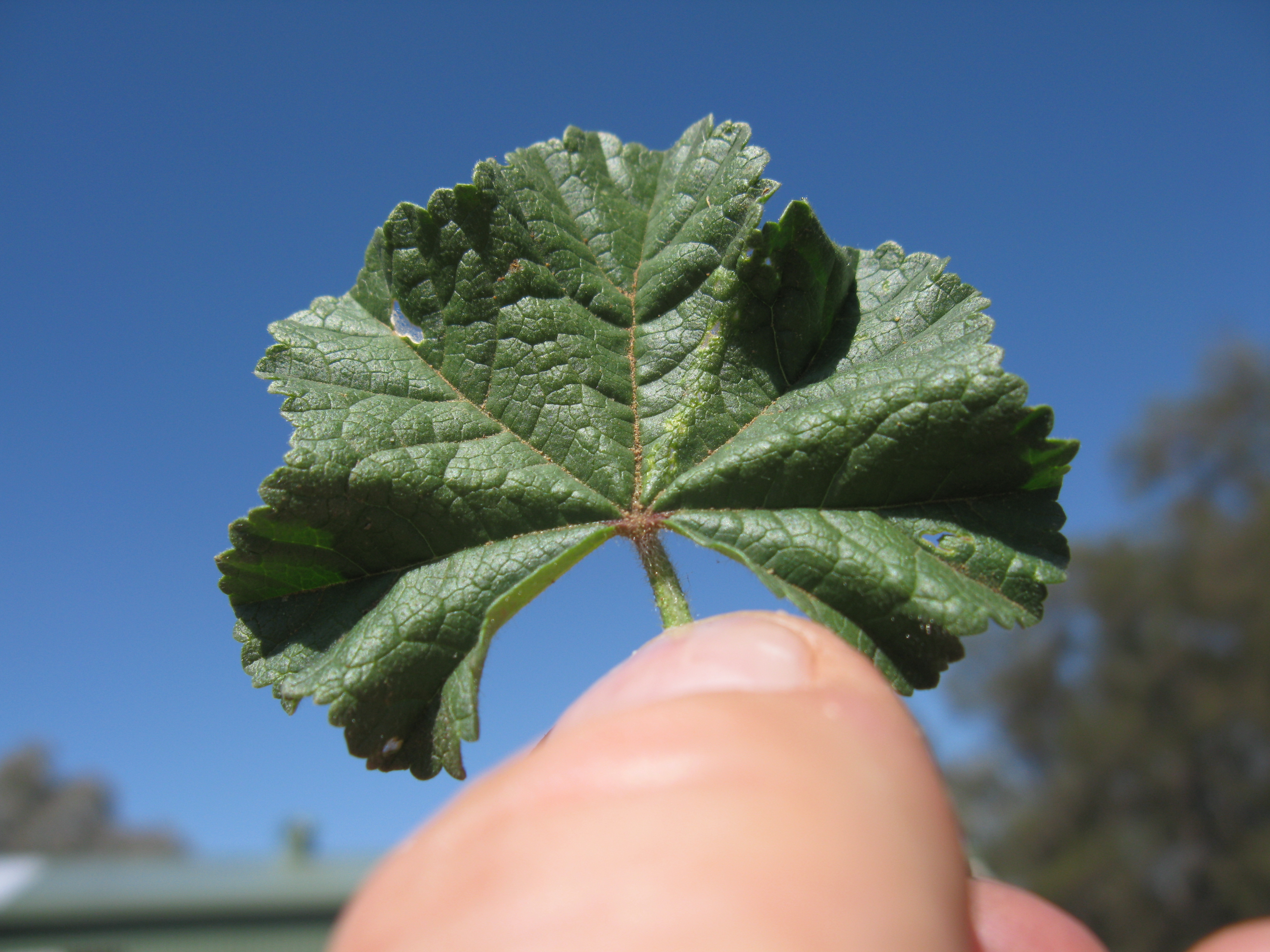
Malva parviflora (blad)
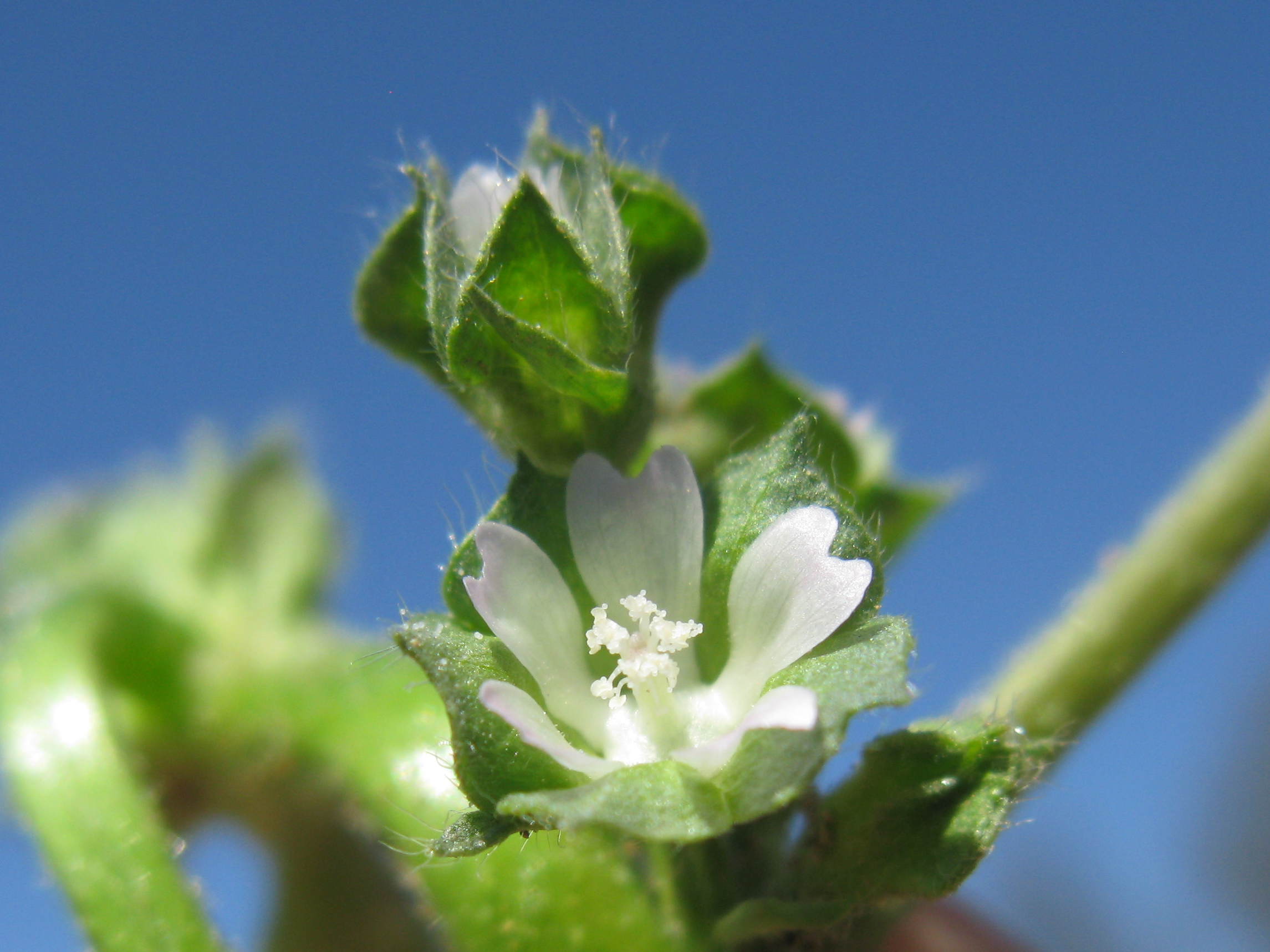
Malva parviflora (bloem)
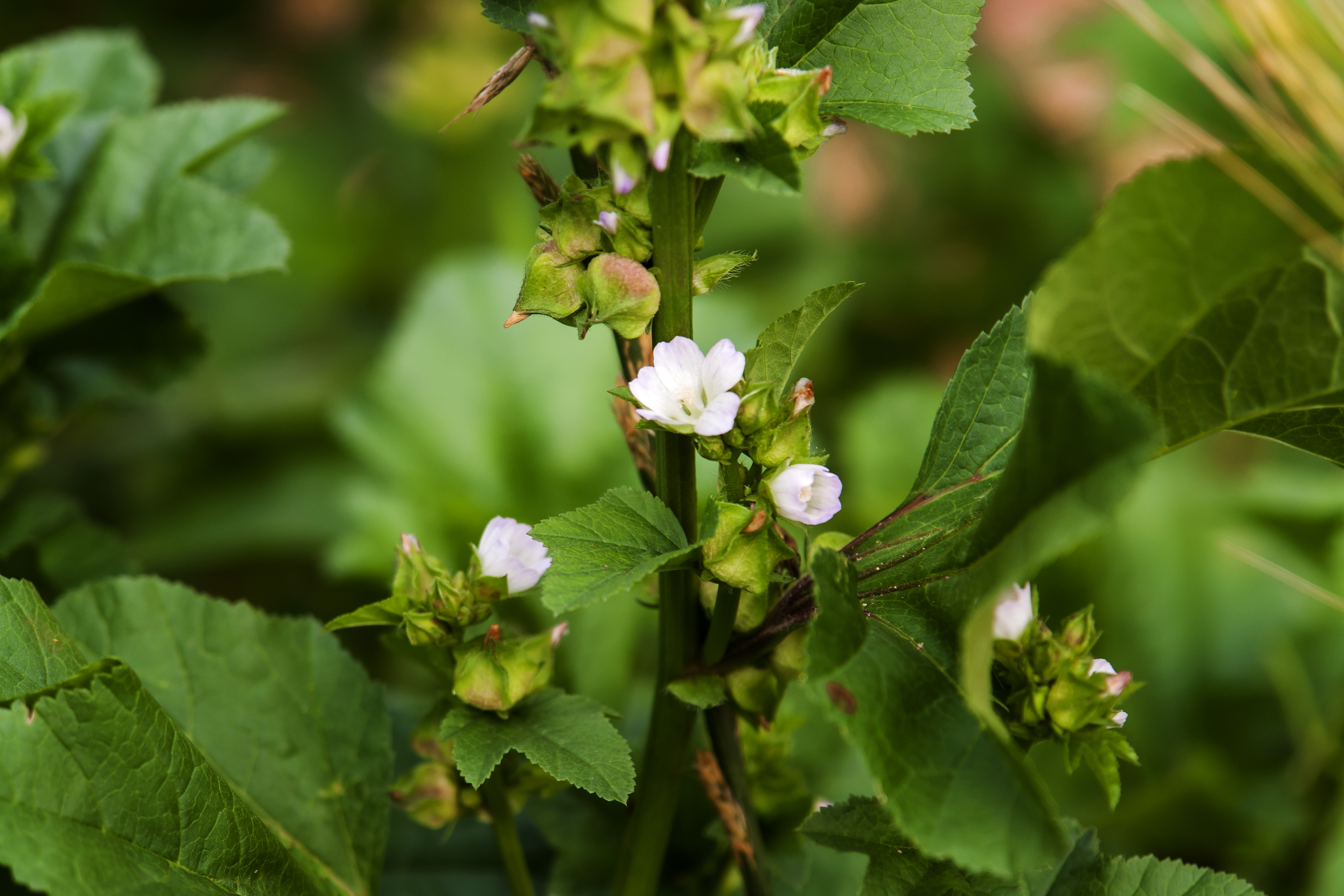
Malva parviflora (bloem)
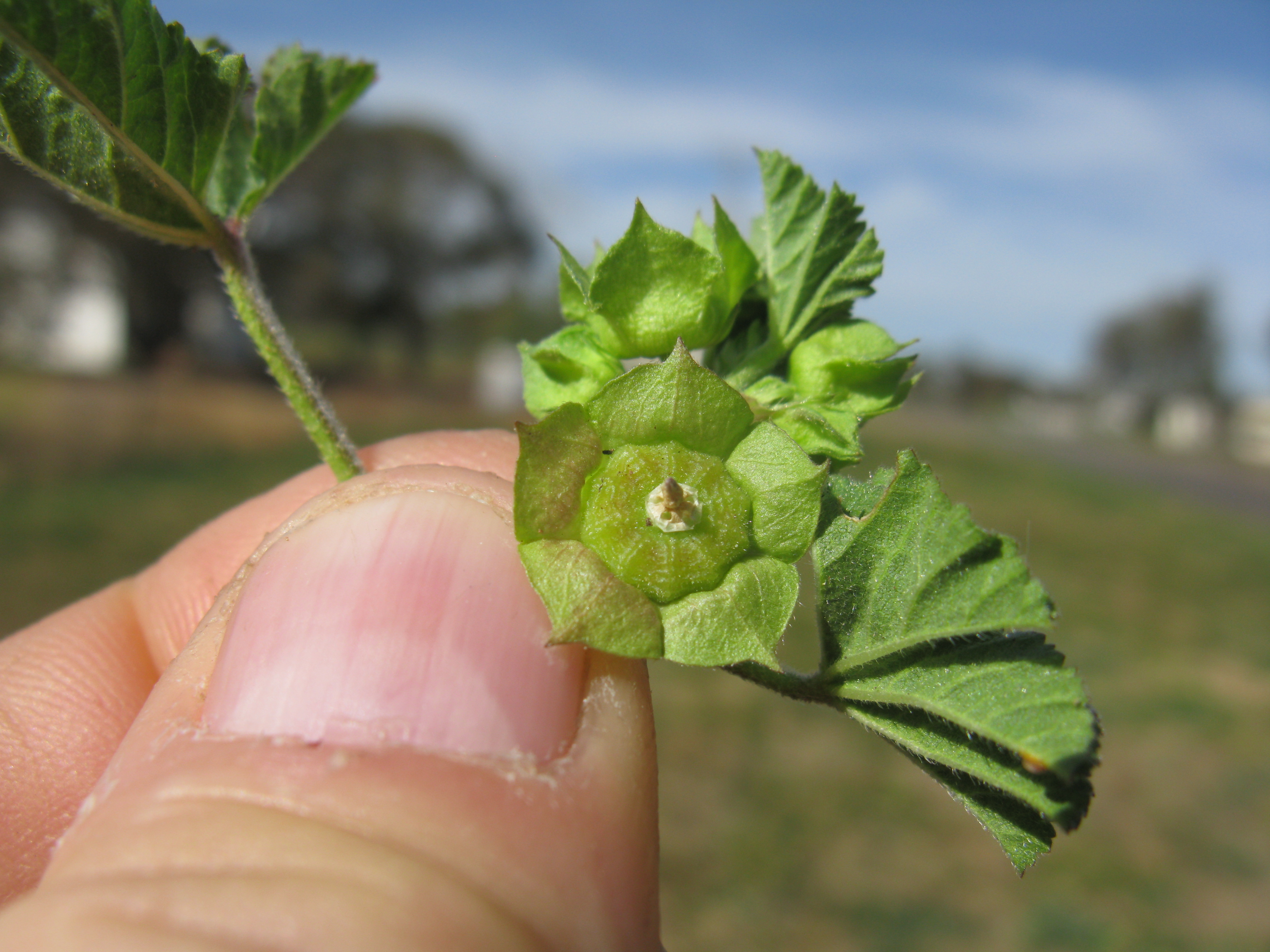
Malva parviflora (vrucht)
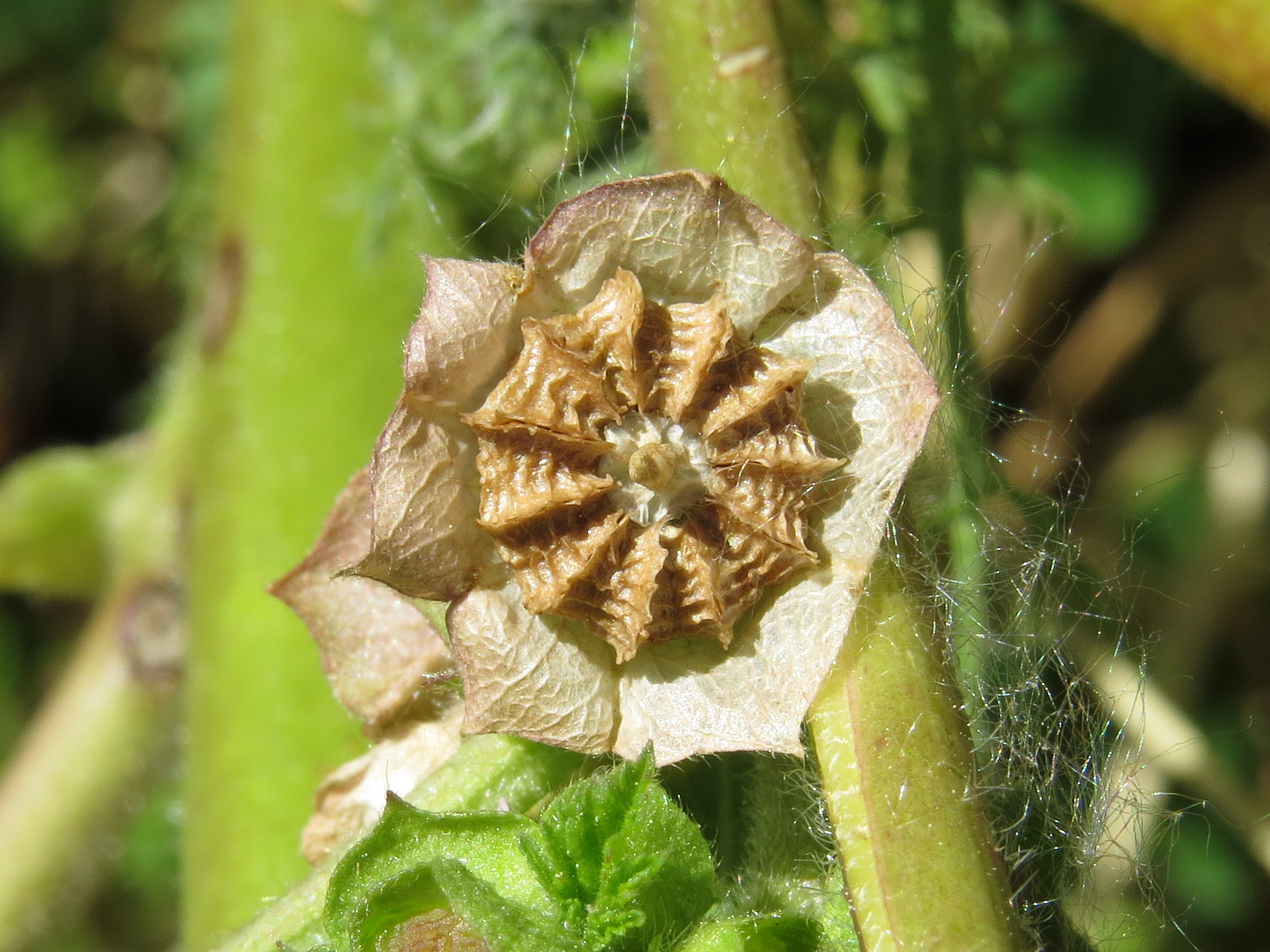
Malva parviflora (vrucht)

... · 
M. alcea (Vijfdelig kaasjeskruid) · 
M. moschata (Muskuskaasjeskruid) · 
M. neglecta  (Klein kaasjeskruid) · 
M. pusilla (Rond kaasjeskruid) · 
M. sylvestris (Groot kaasjeskruid) · 
...